# Lista över nominerade till Augustpriset i kategorin barn- och ungdomsböcker
Här listas de nominerade till Augustpriset i kategorin barn- och ungdomsböcker. Åren 1989–1991 fanns ingen särskild kategori för barn- och ungdomsböcker för Augustpriset. Alla nominerade för dessa år redovisas under Lista över nominerade till Augustpriset i kategorin skönlitteratur.
Vinnaren är markerad med fetstil.

## 1992
- Jag saknar dig, jag saknar dig! av Peter Pohl och Kinna Gieth, Rabén & Sjögren
- Chessman av George Johansson, Bonniers Juniorförlag
- En barkbåt till Eddie av Viveca Sundvall, Rabén & Sjögren
- Genom den röda dörren av Inger Edelfeldt, Bonniers Juniorförlag
- Kan du vissla Johanna? av Ulf Stark och Anna Höglund, Bonniers Juniorförlag
- Land i lågor av Bengt Pohjanen, Norstedts

## 1993
- Vinterviken av Mats Wahl, Bonnier Junior
- Förr i tiden i skogen av Thomas och Anna-Clara Tidholm, Alfabeta
- Sagan om Alice i verkligheten av Inga-Karin Eriksson och Christina Björk, Rabén & Sjögren
- Över bäcken av Pija Lindenbaum och Lennart Hagerfors, Albert Bonniers förlag
- Allis med is av Gunilla Linn Persson, Bonnier Junior
- Spelar roll av Hans Olsson, Alfabeta

## 1994
- Mästaren och de fyra skrivarna av Ulf Nilsson, Natur och Kultur
- Egna världar av Maria Gripe, Bonnier Carlsen
- Kaspers alla dagar av Thomas och Anna-Clara Tidholm, Alfabeta
- Korpens sång av Per Nilsson, Rabén & Sjögren
- Liten av Ulf Stark och Anna Höglund, Alfabeta
- Robert och den osynlige mannen av Niklas Rådström, Bonnier Carlsen

## 1995
- Flickan som inte ville kyssas av Rose Lagercrantz, Brombergs
- Castor snickrar av Lars Klinting, Alfabeta
- Det är slut mellan Gud och mig av Katarina Mazetti, Alfabeta
- Min vän shejken i Stureby av Ulf Stark, Bonnier Carlsen
- Mina och Kåge av Anna Höglund, Alfabeta
- Nyckelpigor och citronfjärilar av Catharina Günther-Rådström, Bonnier Carlsen

## 1996
- Min syster är en ängel av Ulf Stark och Anna Höglund, Alfabeta
- Britten och prins Benny av Pija Lindenbaum, Alfabeta
- Dock-kalaset av Eva Wikander och Lisa Örtengren, Rabén & Sjögren
- En ö i havet av Annika Thor, Bonnier Carlsen
- Pojken som sov med snö i sin säng av Henning Mankell, Rabén & Sjögren
- Tick-Tack av Lena Anderson, Eriksson & Lindgren

## 1997
- Sanning eller konsekvens av Annika Thor, Bonnier Carlsen
- Andrejs längtan av Barbro Lindgren och Eva Eriksson, Rabén & Sjögren
- En svart hund av Thomas Tidholm och Anna-Clara Tidholm, Alfabeta
- Limpan är sugen av Eva Lindström, Alfabeta
- Men jag glömmer dig inte av Peter Pohl, Rabén & Sjögren
- När isen gått av Bo R. Holmberg, Alfabeta

## 1998
- Resan till världens ände av Henning Mankell, Rabén & Sjögren
- Malla handlar av Eva Eriksson, Eriksson & Lindgren
- Nämen Benny av Barbro Lindgren och Olof Landström, Rabén & Sjögren
- Du & du & du av Per Nilsson, Rabén & Sjögren
- Lilla Asmodeus av Ulf Stark och Anna Höglund, Alfabeta
- Den långa resan av Sven Nordqvist och Mats Wahl, Opal

## 1999
- Spelar död av Stefan Casta, Opal
- ABC-boken av Jan Lööf, Bonnier Carlsen
- Balladen om Sandra Ess av Cannie Möller, Bonnier Carlsen
- Smitvarning av Hans Olsson, Alfabeta
- Lilian och jag av Ninne Olsson, Natur och Kultur
- Esperanza av Jakob Wegelius, Bonnier Carlsen

## 2000
- Gittan och gråvargarna av Pija Lindenbaum, Rabén & Sjögren
- Sång till en fjäril av Maria Küchen, Natur och Kultur
- Jag och Stig gräver en grop av Eva Lindström, Alfabeta
- Morbror Kwesis vålnad av Janne Lundström, Natur och Kultur
- Ett annat sätt att vara ung av Per Nilsson, Rabén & Sjögren
- Den svarta fiolen av Ulf Stark och Anna Höglund, Alfabeta

## 2001
- Sandor slash Ida av Sara Kadefors, Bonnier Carlsen
- Dödsbudet av Wilhelm Agrell, Tiden
- Dogge av Mikael Engström, Rabén & Sjögren
- Min vän Lage av Eva Lindström, Alfabeta
- Du! Hitta rytmen av Daniel Möller och Hampus Möller, Bonnier Carlsen
- Robin med huvan av Johanna Nilsson, Rabén & Sjögren

## 2002
- Adjö, herr Muffin av Ulf Nilsson och Anna-Clara Tidholm, Bonnier Carlsen
- Trollringen av Lennart Hellsing och Tord Nygren, Eriksson & Lindgren
- Rita ensam hemma av Håkan Jaensson och Gunna Grähs, Alfabeta
- Ingen grekisk gud, precis av Katarina Kieri, Rabén & Sjögren
- Flickornas historia Europa av Kristina Lindström och Anna-Clara Tidholm, Rabén & Sjögren
- Sjutton av Per Nilsson, Rabén & Sjögren

## 2003
- I taket lyser stjärnorna av Johanna Thydell, Natur och Kultur
- Valdemar i världshavet av Lennart Eng, Opal
- Anna Larssons hemliga dagbok av Petter Lidbeck, Tiden
- Mera Sandvargen av Åsa Lind, Rabén & Sjögren
- Prinsessan och mördaren av Magnus Nordin, Bonnier Carlsen
- Du och jag, Marie Curie av Annika Ruth Persson, Kabusa Böcker

## 2004
- Dansar Elias? Nej! av Katarina Kieri, Rabén & Sjögren
- Tröja nummer 10 av Hans Erik Engqvist, Bonnier Carlsen
- Vilma och Mona spanar och smyger av Eva Lindström, Alfabeta
- Min vän Percy, Buffalo Bill och jag av Ulf Stark, Bonnier Carlsen
- Hanna, huset, hunden av Anna-Clara Tidholm, Alfabeta
- Vi som ser på av Johan Unenge, Bonnier Carlsen

## 2005
- Eddie Bolander & jag av Bo R. Holmberg och Katarina Strömgård, Rabén & Sjögren
- Gummi-Lisa hittar hem av Anna Bengtsson, Alfabeta
- Näktergalens sång av Stefan Casta, Opal
- Samurajsommar av Åke Edwardson, Rabén & Sjögren
- Dollans dagis av Barbro Lindgren och Eva Eriksson, Eriksson & Lindgren
- Vem är arg? av Stina Wirsén, Bonnier Carlsen

## 2006
- Svenne av Per Nilsson, Rabén & Sjögren
- Jag behöver dig mer än jag älskar dig och jag älskar dig så himla mycket av Gunnar Ardelius, Rabén & Sjögren
- Tusen gånger starkare av Christina Herrström, Bonnier Carlsen
- Lill-Zlatan och morbror raring av Pija Lindenbaum, Rabén & Sjögren
- Hedvig och Max-Olov av Frida Nilsson, Natur och Kultur
- Alla döda små djur av Ulf Nilsson och Eva Eriksson, Bonnier Carlsen

## 2007
- Var är min syster? av Sven Nordqvist, Opal
- Bryta om av Åsa Anderberg Strollo, Alfabeta
- Isdraken av Mikael Engström, Rabén & Sjögren
- Nöff nöff Benny av Barbro Lindgren och Olof Landström, Rabén & Sjögren
- Sonja, Boris och tjuven av Eva Lindström, Alfabeta
- Flickan som var vacker i onödan av Janne Lundström, Natur & Kultur

## 2008
- Legenden om Sally Jones av Jakob Wegelius, Bonnier Carlsen
- I skogen av Eva Lindström, Alfabeta
- Ett litet hål i mörkret av Ingrid Olsson, Tiden
- Den femte systern av Mårten Sandén, Rabén & Sjögren
- Massor av dinosaurier av Sarah Sheppard, Bonnier Carlsen
- När det kommer en älskare av Mats Wahl, Bokförlaget Opal

## 2009
- Skriv om och om igen av Ylva Karlsson, Katarina Kuick, Sara Lundberg och Lilian Bäckman, X Publishing
- Svenhammeds journaler av Zulmir Bečević, Alfabeta
- Månskensvargen av Elvira Birgitta Holm, Bonnier Carlsen
- Siv sover vilse av Pija Lindenbaum, Rabén & Sjögren
- Kulor i hjärtat av Cilla Naumann, Alfabeta
- Natthimmel av Sofia Nordin, Rabén & Sjögren

## 2010
- Här ligger jag och blöder av Jenny Jägerfeld, Gilla Böcker
- Syltmackor och oturslivet av Anna Ehring, Bonnier Carlsen
- Jag finns av Maja-Maria Henriksson, Natur & Kultur
- Jag tycker inte om vatten av Eva Lindström, Alfabeta
- Det händer nu av Sofia Nordin, Rabén & Sjögren
- Tänk om… av Lena Sjöberg, Rabén & Sjögren

## 2011
- Vita streck och Öjvind av Sara Lundberg, Alfabeta
- Konstiga djur av Lotta Olsson och Maria Nilsson Thore, Bonnier Carlsen
- Pojkarna av Jessica Schiefauer Bonnier Carlsen
- I den tysta minuten mellan av Viveka Sjögren, Kabusa böcker
- Cirkeln av Mats Strandberg och Sara Bergmark Elfgren, Rabén & Sjögren
- Petras prick av Maria Nilsson Thore, Bonnier Carlsen

## 2012
- Only väg is up av Emmy Abrahamson, Rabén och Sjögren
- Jag blundar och önskar mig något av Moa-Lina Croall, Alfabeta
- Jag älskar Manne, av Pija Lindenbaum, Bonnier Carlsen
- Elin under havet av Sofia Malmberg, Rabén och Sjögren
- Jag är världen av Mårten Melin, Hegas förlag
- ABC å allt om d av Nina Ulmaja, Bonnier Carlsen

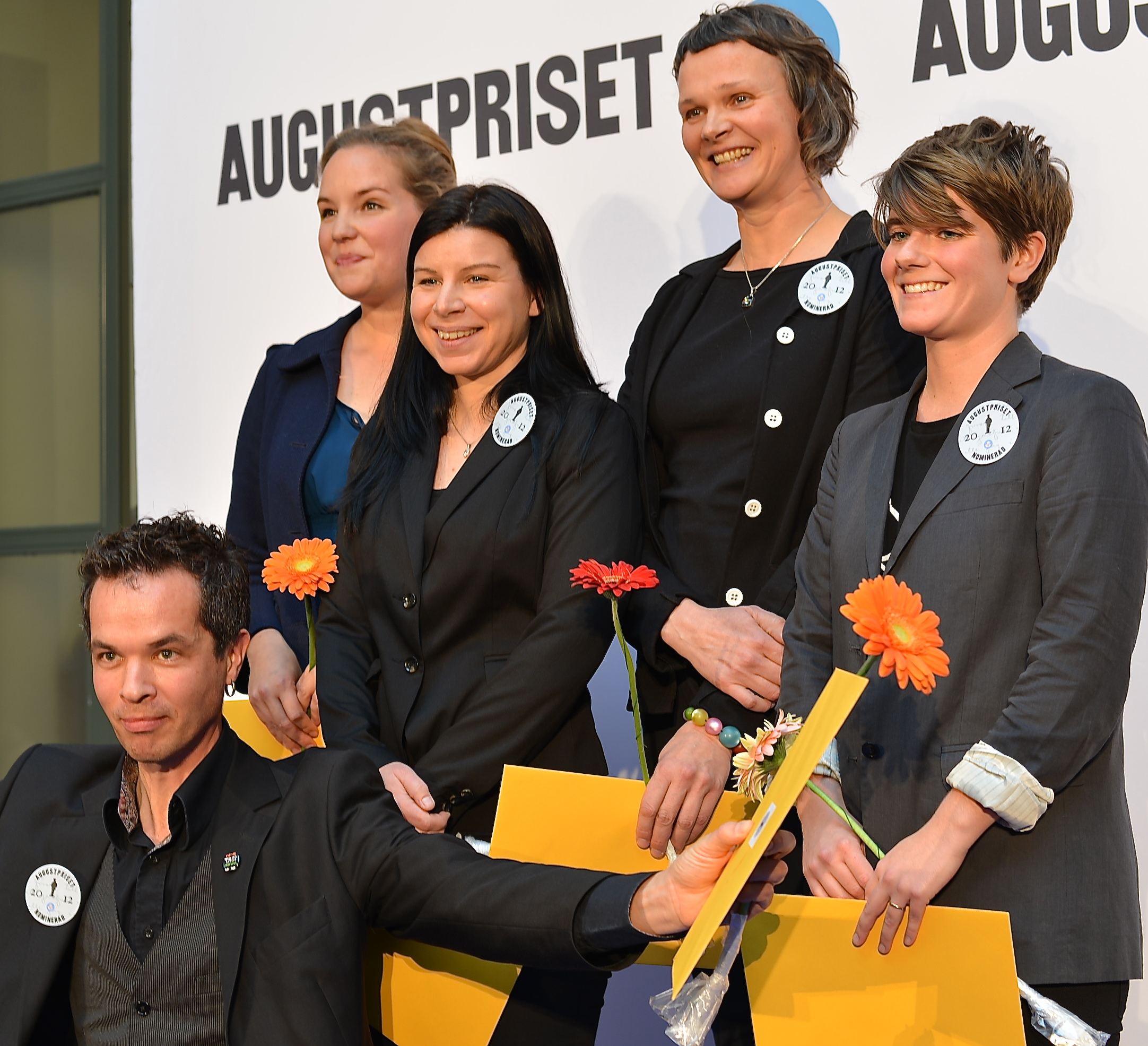
Nominerade till Augustpriset 2012 i kategorin Barn- och ungdomsbok: (fr. vä) Mårten Melin, Emmy Abrahamson, Sofia Malmberg, Nina Ulmaja och Moa-Lina Croall.

## 2013
- Om detta talar man endast med kaniner av Anna Höglund, Lilla Piratförlaget
- Lex bok av Sara Kadefors, Lilla Piratförlaget
- Snöret, fågeln och jag av Ellen Karlsson och Eva Lindström, Hippo Bokförlag
- Jagger, Jagger av Frida Nilsson, Natur & Kultur
- Maximilian och Minimilian av Klara Persson, Urax
- Cirkusloppor på luffen av Lena Sjöberg, Rabén & Sjögren

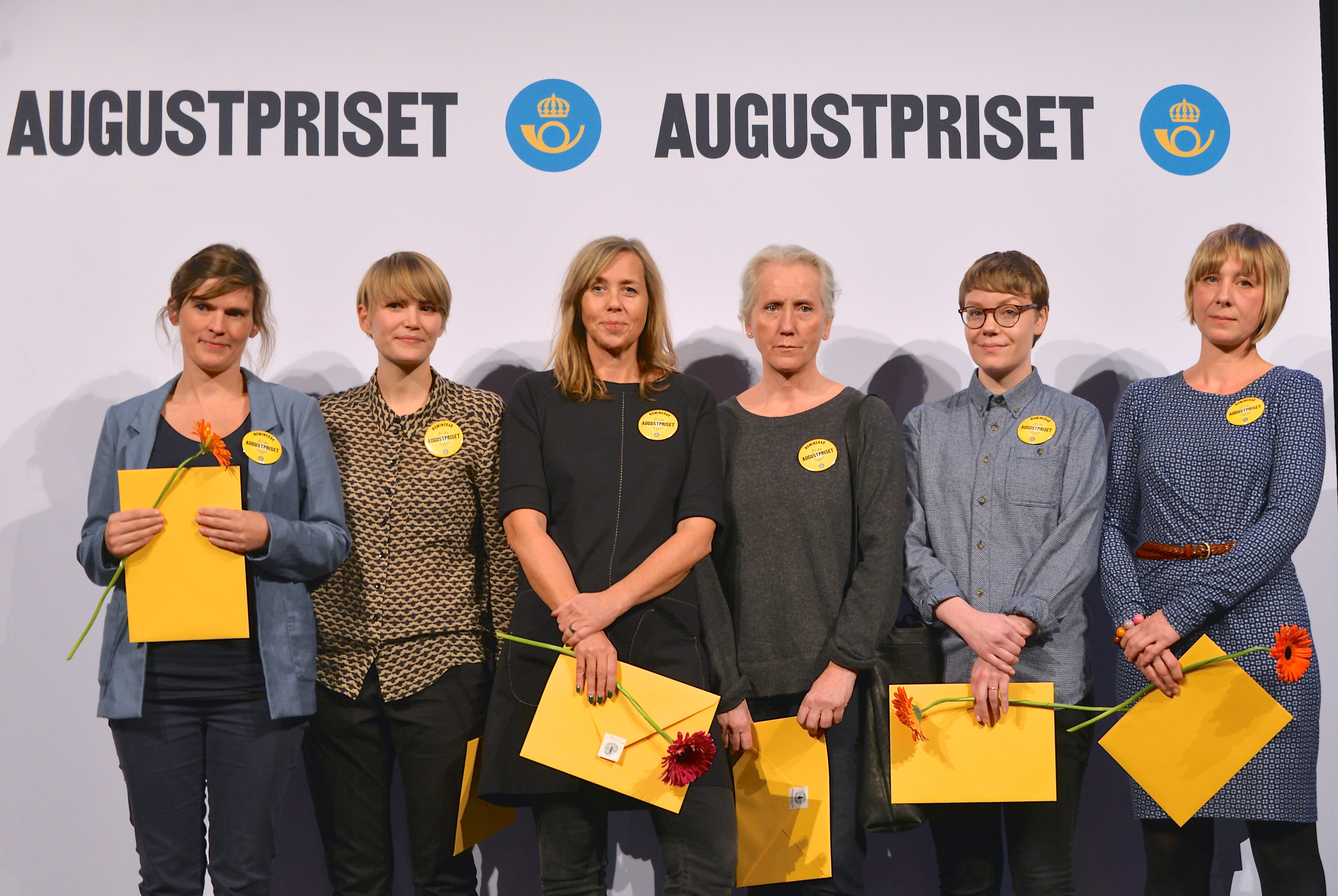
Nominerade till Augustpriset i kategorin barn- och ungdomsböcker 2013. Från vänster Frida Nilsson, Ellen Karlsson, Sara Kadefors, Eva Lindström, Klara Persson och Lena Sjöberg.

## 2014
- Vi springer av Joar Tiberg och Sara Lundberg, Rabén & Sjögren
- Tilly som trodde att... av Eva Staaf och Emma Adbåge, Rabén & Sjögren
- Jag blir en bubbla som blir ett monster som blir ett barn av Malin Axelsson och Klara Persson, Urax
- Mördarens apa av Jakob Wegelius, Bonnier Carlsen Bokförlag
- Vi är vänner av Eva Lindström, Alfabeta Bokförlag
- Nu leker vi den fula ankungen av Barbro Lindgren och Eva Lindström, Rabén & Sjögren

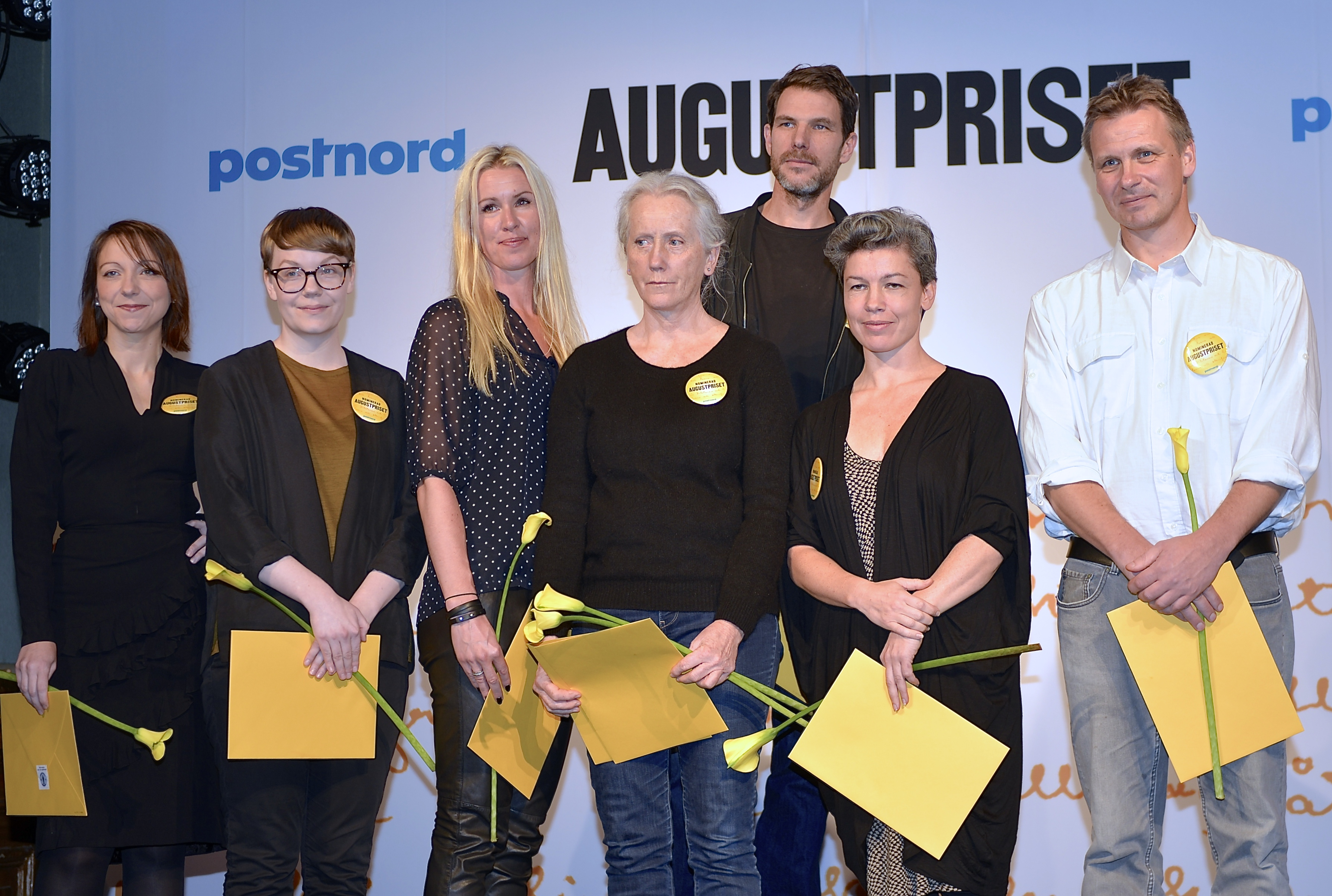
Nominerade till Augustpriset i kategorin barn- och ungdomsböcker 2014. Från vänster: Malin Axelsson, Klara Persson, Eva Staaf, Eva Lindström, Joar Tiberg, Sara Lundberg och Jakob Wegelius.

## 2015
- Nu är det sent! av Emma Adbåge, Rabén & Sjögren
- Iggy 4-ever av Hanna Gustavsson, Galago förlag
- Alla går iväg av Eva Lindström, Alfabeta
- Ishavspirater av Frida Nilsson, Natur & Kultur
- När hundarna kommer av Jessica Schiefauer, Bonnier Carlsen Bokförlag
- Din tur, Adrian av Helena Öberg och Kristin Lidström, Mirando Bok

## 2016
- Idag vet jag inte vem jag är, Ida Sundin Asp, Urax
- Ormbunkslandet, Elin Bengtsson, Natur & Kultur
- Tio över ett, Ann-Helén Laestadius, Rabén & Sjögren
- Oj, en polis, Eva Lindström, Alfabeta Bokförlag
- Djur som ingen sett utom vi, Ulf Stark och Linda Bondestam, Berghs Förlag
- Åka buss, Henrik Wallnäs och Matilda Ruta, Natur & Kultur

## 2017
- Om dagen tar slut, Lisa Hyder och Per Gustavsson, Opal
- Fågeln i mig flyger vart den vill, Sara Lundberg, Mirando Bok
- Anrop från inre rymden, Elin Nilsson, Alfabeta
- För att väcka hon som drömmer, Johanna Nilsson, Rabén & Sjögren
- Den förskräckliga historien om Lilla Hon, Lena Ollmark och Per Gustavsson, Lilla Piratförlaget
- Dumma teckning!, Johanna Thydell och Emma Adbåge, Alfabeta

## 2018
- Gropen, Emma AdBåge, Rabén & Sjögren
- Vi kommer snart hem igen, Jessica Bab Bonde och Peter Bergting, Natur & Kultur
- Hemma hos Harald Henriksson, Uje Brandelius och Clara Dackenberg, Lilla Piratförlaget
- Rymlingarna, Kitty Crowther och Ulf Stark, Lilla Piratförlaget
- Regn, Anders Holmer, Natur & Kultur
- Comedy Queen, Jenny Jägerfeld, Rabén & Sjögren

## 2019
- Sen kom vintern, Per Gustavsson, Lilla Piratförlaget
- Mitt storslagna liv, Jenny Jägerfeld, Rabén & Sjögren
- Vänta på vind, Oskar Kroon, Brombergs
- Tiger, Tiger, Tiger, Åsa Lind och Joanna Hellgren, Rabén & Sjögren
- Jordgubbsbarnen, Sara Olausson, Rabén & Sjögren
- Dyksommar, Sara Stridsberg och Sara Lundberg, Mirando Bok

## 2020
- Mitt bottenliv. Av en ensam axolotl, Linda Bondestam, Berghs Förlag
- Kråkorna, Anders Fager och Peter Bergting, Natur & Kultur
- Billie, Korven och havet, Julia Hansson, Natur & Kultur
- Kom dagen, kom natten, Åsa Lind och Emma Virke, Lilla Piratförlaget
- Humlan Hanssons hemligheter, Kristina Sigunsdotter och Ester Eriksson, Natur & Kultur
- Alltid hejdå, Alma Thörn, Galago

## 2021
- Furan, Lisen Adbåge, Rabén & Sjögren
- Himlabrand, Moa Backe Åstot, Rabén & Sjögren
- Ett rum till Lisen, Elin Johansson, Ellen Svedjeland och Lisen Adbåge, Rabén & Sjögren
- Om du möter en björn, Malin Kivelä, Martin Glaz Seru och Linda Bondestam, Förlaget
- Nattkorpen, Johan Rundberg, Natur & Kultur
- Min mamma är snabbare än din! Emma Virke och Joanna Hellgren, Lilla Piratförlaget

## 2022
Nomineringarna till Augustpriset 2022 i kategorin barn- och ungdomsböcker presenterades den 24 oktober 2022. Prisutdelningen skedde den 28 november 2022, och priset tillföll Vi ska ju bara cykla förbi av Ellen Strömberg.
- Adbåge, Emma (2022). Såret. Stockholm: Rabén & Sjögren. ISBN 9789129735086
- Khalil, Nora (2022). Yani. Stockholm: Natur & Kultur. ISBN 9789127176607
- Lindström, Eva (2022). Jaga inte oss. Stockholm: Alfabeta. ISBN 9789150122244
- Norin, Marie; Ericson, Elisabet (2022). Bettan. Stockholm: Alfabeta. ISBN 9789150121070
- Strömberg, Ellen (2022). Vi ska ju bara cykla förbi. Stockholm: Rabén & Sjögren. ISBN 9789129736892
- Wallnäs, Henrik; Svetoft, Erik (2022). Ingen fara!. Stockholm: Lilla Piratförlaget. ISBN 9789178133673

## 2023
Nomineringarna till Augustpriset 2023 i kategorin barn- och ungdomsböcker presenterades den 23 oktober 2023.
- De tar allt ifrån mig, Linda Jones, Bonnier Carlsen
- Vitsippor och pissråttor, Oskar Kroon och Hanna Klinthage, Rabén & Sjögren
- Alla äter alla, Aron Landahl, Rabén & Sjögren
- Hundägarna och kattjägarna, Frida Nilsson, Natur & Kultur
- Kompassens hjärta, Anna Thulin, Natur & Kultur
- Presenten, Emma Virke och Emelie Östergren, Lilla Piratförlaget

## 2024
Nomineringarna presenterades 21 oktober 2024.
- Barrbarnet, Klara Bartilsson, Natur & Kultur
- En djungelsaga, Jenny Bergman och Lotta Geffenblad, Natur & Kultur
- Chop chop. En tapper jordbos berättelse, Linda Bondestam, Förlaget
- Brorsans kompis Robban, Maja Hjertzell och Joanna Hellgren Lilla Piratförlaget
- Utan att passera gå, Lova Lakso, Rabén & Sjögren
- Ingen utom jag, Sara Lundberg, Natur & Kultur